# CTM
CTMとは、ゆうちょ銀行のシステムの一つであり、日本郵政グループの貯金と保険の業務（郵政民営化前における郵便局の、郵便貯金・簡易保険業務を含む）で使用される係員操作の端末機のことである。

## 概要
利用客が自分で操作する「ATM」に対し「CTM」と呼ぶ。ATMが「オートメイテド・テラー・マシン」の略であるのに対し、CTMは「カウンター・ターミナル・マシン」の略である。他の機器と接続して使用する。センターと接続してオンラインの状態で使用するが、「オフモード」に切り替えることは不可能である。貯金専用のタイプと、保険業務にも使用する「共用機」がある。
2012年10月時点で、ゆうちょ銀行、日本郵便が運営する郵便局の貯金窓口、日本郵便が委託した個人ないしは法人等が受託する簡易郵便局の貯金窓口で配備されているのはVI型と呼ばれるタイプである（共用の場合「共用VI型」と呼称する）。ゆうちょ銀行窓口用、日本郵便が貯金窓口で用いる用のものと貯金事務センター用のものがある。I/II型はオフコンを利用したもので、IIIはPC/液晶の組み合わせ（OSは非MS製）、V以降はWindowsを使用したものとなっている。かつて簡易郵便局に設置されていた機器はWM「ウィンドウマシン」と呼ばれていた。
また、簡易保険特定端末としてPOT（Post Office Terminal）と呼ばれている。POTもVI以降、マルチベンダのWindows端末となっている。局により、POTとCTMを独立させて運用しているケースとCTMで保険・貯金の両方を扱っているケースがあるが、上述したように郵便局会社の店舗ごとの日報管理は、一部の郵便しか扱っていない簡易郵便局をのぞき、貯金業務と併せてCTMで行われている。
郵政グループ内では「窓口共用端末」と呼ばれる事も多い（共用とは、貯金と保険との共用の意味)「営業店システム」として「窓口端末機（6型）」が調達され、2014年4月より数ヶ月の間に、直営店および各郵便局の貯金窓口のCTM（通称・CTM6）を順次更新した。

## 端末メーカー（旧機器のみ）
| 端末種別             | 端末名称 | ハードウェア                       | OS               | ミドルウェア | 郵便貯金アプリケーション | 簡易保険アプリケーション |
| -------------------- | -------- | ---------------------------------- | ---------------- | ------------ | ------------------------ | ------------------------ |
| CTM （窓口共用端末） | CTM I    | 松下電器産業 沖電気工業 東芝テック |                  |              |                          |                          |
| CTM （窓口共用端末） | CTM II   | 松下電器産業 沖電気工業 東芝テック |                  |              |                          |                          |
| CTM （窓口共用端末） | CTM III  | 松下電器産業 沖電気工業 東芝テック | 非MS製（FlexOS） | 沖電気工業   | 沖電気工業               | NEC                      |
| CTM （窓口共用端末） | CTM IV   | 松下電器産業 沖電気工業 東芝テック | 非MS製（FlexOS） | 沖電気工業   | 沖電気工業               | NEC                      |
| CTM （窓口共用端末） | CTM V    | 松下電器産業 沖電気工業 東芝テック | Windows 2000     | 沖電気工業   | 沖電気工業               | NEC                      |

| 端末種別                 | 端末名称 | ハードウェア     | OS                  | ミドルウェア               | 簡易保険アプリケーション |
| ------------------------ | -------- | ---------------- | ------------------- | -------------------------- | ------------------------ |
| POT （簡易保険専用端末） | POT I    | NEC              | NEC                 | NEC                        | NEC                      |
| POT （簡易保険専用端末） | POT II   | NEC              | NEC                 | NEC                        | NEC                      |
| POT （簡易保険専用端末） | POT III  | NEC              | NEC                 | NEC                        | NEC                      |
| POT （簡易保険専用端末） | POT IV   | NEC              | NEC                 | NEC                        | NEC                      |
| POT （簡易保険専用端末） | POT V    | NEC製N5200改造機 | NEC製PTOS           | NTTデータ（NEC）による選定 | NEC/JICD                 |
| POT （簡易保険専用端末） | POT VI   | 公開入札         | Windows NT 4.0      | 野村総合研究所による選定   | NEC/JICD                 |
| POT （簡易保険専用端末） | POT VII  | NEC              | Windows XP Embedded |                            |                          |

## プロトコル
- CTM IIIでは、上位との接続にTCP/IPではなく、OSI/TPプロトコル（通信手順）が使われていた。
- CTM Vでは、上位との接続に配備時にはOSIプロトコルが使用されていたが、順次TCP/IPに切り替え中である。